# Parti d'action sociale (Colombie)
 (novembre 2014).
Le Partido de Acción Social (Parti d'action sociale) est un parti politique colombien,.